# Aptesis jejunator
Aptesis jejunator là một loài tò vò trong họ Ichneumonidae.